# Aichi Type 15-Ko
Айчі Тип 15-Ко (яп. 愛知 一五式甲型, Айчі Ічіґо-шікі Ко-ката) — проєкт розвідувального гідролітака Імперського флоту Японії розроблений компанією Aichi в середині 1920-их років на замовлення Японського флоту. Через проблеми зі стабільністю програв в конкурсі гідроплану Nakajima E2N. Повна назва Розвідувальний гідроплан Тип 15-Ко (яп. 一五式甲型水上偵察機, Ічіґо-шікі Ко-ката Суіджьо: Тейсацукі), також відомий під назвою «Мі-ґо».

## Історія
В 1924 році Імперський флот Японії почав шукати заміну розвідувальному гідроплану Hansa-Brandenburg W.33 і три компанії, Aichi, Nakajima і Yokosho, які виготовляли його за ліцензією почали дизайн заміни. В компанії Aichi головними дизайнерами стали Наріхіша Йокота та Тецуо Мікі. В 1925—1926 роках було виготовлено чотири прототипи «Мі-ґо».
За основу було взято моноплан W.33, але крило і поплавки були повністю новими, тепер поплавки кріпилися стійками до крила замість фюзеляжу. Літак мав дерев'яний каркас, фанерну обшивку фюзеляжу і тканинну крил і хвоста, що дозволило зменшити масу. Також на літаку впровадили систему стабілізації елеронів Dornier, але вона не була надто ефективною — пілот-випробувач Хісакічі Акайші скаржився на дуже погану стабільність в польоті. Компанія намагалась виправити цю проблему, зміщуючи місця пілотів і спостерігача для зміщення центру маси, а також іншими модифікаціями. Проте до завершення конкурсу вона залишилась і флот не прийняв літак на озброєння віддавши перевагу біплану Nakajima E2N.

## Тактико-технічні характеристики
Дані з Japanese Aircraft 1910—1941

### Технічні характеристики
- Екіпаж: 2 особи
- Довжина: 9,485 м
- Висота: 3,28 м
- Розмах крила: 13,63 м
- Площа крила: 32,45 м²
- Маса пустого: 1200 кг
- Маса спорядженого: 1700 кг
- Навантаження на крило: 25,4 кг/м²
- Двигун: 8-циліндровий V-подібний Mitsubishi Type Hi водяного охолодження
- Потужність: 300 к. с.
- Гвинт: дволопатевий дерев'яний гвинт
- Питома потужність: 5,67 кг/к.с.

### Льотні характеристики
- Максимальна швидкість: 180 км/год
- Мінімальна швидкість: 80 км/год
- Час набору висоти 3000 м: 18 хвилин 10 секунд
- Максимальна висота: 4800 м

### Озброєння
- Стрілецьке:
  - 1 × 7,7-мм кулемет в турелі спостерігача